# Термодиффузионное цинковое покрытие
Покрытия термодиффузионные цинковые (ТДЦ)

## Определения
Впервые этот метод был применен в Англии в начале XX века и получил название «шерардизация» (по фамилии изобретателя — Шерард (Sherard Cowper-Coles)).
Термодиффузионное цинковое покрытие является анодным по отношению к чёрным металлам и электрохимически защищает сталь. Оно обладает прочным сцеплением (адгезией) с основным металлом за счет взаимной диффузии железа и цинка в поверхностных интерметаллидных фазах Zn-Fe, поэтому покрытие мало подвержено отслаиванию или скалыванию при ударах, механических нагрузках и деформациях обработанных изделий.
Преимущество термодиффузионной технологии покрытий по сравнению с гальваническими состоит не только в её превосходстве по коррозионной стойкости, но и в том, что она не вызывает водородного охрупчивания металла.
Термодиффузионное цинковое покрытие в точности повторяет контуры изделий, оно однородно по толщине на всей поверхности (в пределах колебаний толеранса 30—80 мкм, обусловленного отсутствием в данный момент завершенной технологии нанесения), включая изделия сложной формы и резьбовые соединения.
Суть технологии термодиффузионного цинкового покрытия состоит в том, что антикоррозионное покрытие формируется в результате насыщения цинком поверхности металлических изделий в порошковой среде при температуре 400—500 °C, причём выбор температурного режима зависит от типа стальных изделий, марки стали и требований производителей деталей. Такая технология теоретически позволяет получить любую толщину покрытия на небольших по площади (до нескольких дм²) изделиях в диапазоне от 5 до 150 микрон, путем подбора изменений температуры и времени обработки. На изделиях со сложной поверхностью (например термообменники, изделия с резьбовыми участками, изделия имеющие внутренние открытые полости), значительных по площади изделиях (например трубы длиной более 50 см) разброс толщины покрытия после обработки достигает обычно 60—80 мкм на разных участках. Процесс происходит в герметично закрытом контейнере с добавлением к обрабатываемым деталям смеси из мелкодисперсного цинкового порошка и абсорбента влаги, например измельченного древесного угля (технология Неоцинк). Пассивация (финишная обработка деталей) предназначена для предотвращения образования жёлтых или белых продуктов коррозии на поверхностях, подвергаемых воздействию атмосфер с высокой влажностью, солёной воды, морских атмосфер или циклам конденсации и высыхания.

## Защита металлов от коррозии
Защита металлов от коррозии обеспечивает долговременное функционирование различных деталей, конструкций и сооружений. Около 10% выпускаемых годового выпуска стали и стальных изделий ежегодно теряют свои технические характеристики из-за коррозии, что оценивается десятками миллиардов долларов. Один из наиболее распространенных способов защиты металлов от коррозии — покрытие цинком. Выбор цинка не случаен и объясняется высоким отрицательным значением окислительно-восстановительного потенциала пары Zn2+/Zn. Этот металл защищает основной металл (железо) анодно, то есть в гальванической паре «Fe-Zn» растворяется цинк. Электрохимической альтернативой цинку является кадмий, но его применение во многих странах запрещено из-за высокой токсичности. В РФ кадмирование имеет ограниченное использование и возможно, как правило, только по специальному разрешению. Толщина защитного цинкового покрытия выбирается в зависимости от назначения изделия и условий его эксплуатации. 
Анализ условий применения различных металлоизделий показывает, что защитное (антикоррозионное) покрытие для этих условий должно обладать не только повышенной коррозионной стойкостью, но быть также устойчивым к абразивному износу и иметь высокую степень сцепления с поверхностью защищаемого изделия.

## Методы антикоррозионной защиты
Гальванические (электролитические) покрытия. Покрытия на поверхность изделий наносят в растворах электролитов под действием электрического тока. Основными компонентами этих электролитов являются соли цинка.
Гальванический способ защиты металлоизделий имеет низкую коррозионную стойкость (около 140 часов в камере нейтрального соляного тумана), не позволяет нанести покрытие на изделия сложной конфигурации, при подготовке поверхности к оцинкованию на высокопрочных изделиях вызывает водородное охрупчивание, не позволяет производить демонтаж металлоизделий, имеет низкую степень сцепления с поверхностью. Данный вид защиты несет, скорее, декоративную функцию.
Металлизационные покрытия. Покрытия наносят путём распыления струей воздуха или горячего газа расплавленного цинка. В зависимости от способа напыления используют цинковую проволоку (пруток) или порошок цинка. В промышленности используют газопламенное напыление и электродуговую металлизацию.
Цинконаполненные покрытия. Эти покрытия представляют собой композиции, состоящие из связующего и цинкового порошка. В качестве связующих используют различные синтетические смолы (эпоксидные, фенольные, полиуретановые и тому подобные), лаки, краски, полимеры. Проявляют скорее свойства лакокрасочных, чем металлических покрытий.
Горячее цинкование. Как правило, горячее цинковние применяют для защиты от коррозии крупных металлоконструкций. Оцинкование мелких деталей и деталей с резьбой не дает необходимого качества оцинкованной поверхности. После обезжиривания, промывки, травления и повторной промывки, детали в барабане окунают в ванну (обычно керамическую) с расплавленным цинком. Вращением барабана обеспечивают поток цинковой массы относительно деталей для заполнения всех пор и микротрещин. Затем барабан вынимают из ванны и раскручивают для удаления излишков цинка центрифугированием. На деталях образуются наплывы, на внутренних резьбах остаются излишки цинка, резьбу приходится протачивать, снимая таким образом защитный цинковый слой, что в дальнейшем вызывает коррозию. Данный способ неприменим для мелких деталей, например для метрических крепёжных изделий. Не применим для деталей из высокопрочной и легированной стали.
Термодиффузионные цинковые покрытия. Они позволяют защищать от коррозии детали из любых марок стали, в том числе высокопрочных, и чугуна без изменения свойств основного металла, детали сложной конфигурации с отверстиями, детали в сборе, сварные и резьбовые. Ограничение размера деталей размером контейнера.
Низкотемпературное термодиффузионное цинковое покрытие. Технология низкотемпературного термодиффузионного цинкования имеет ряд принципиальных преимуществ перед альтернативными технологиями защиты металлоизделий от коррозии и износа, обеспечивая выполнение современных технологических норм и экологических требований. Технологический процесс низкотемпературной термодиффузии обеспечивает глубокую модификацию поверхностного слоя металлоизделия, сообщая ему, помимо антикоррозионных свойств, новые свойства пластичности и одновременно устойчивости к абразивному износу, что позволяет увеличить жизненный цикл металлоизделий различных отраслей (строительной, нефтегазовой, сельскохозяйственной, энергетической и транспортной) от двух до десятка раз. Инновационным в технологии низкотемпературного термодиффузионного цинкования является то, что цинк диффундирует с металлом при температуре на 100 С ниже точки его плавления, не нарушая специальные свойства высокопрочных сталей и улучшая механические свойства деталей.
Комбинированные покрытия представляют собой комбинацию цинкового покрытия, лакокрасочного или полимерного. В мировой практике такие покрытия известны как «дуплекс-системы». В таких покрытиях сочетается электрохимический защитный эффект цинкового покрытия с гидроизолирующим защитным эффектом лакокрасочного или полимерного. Следует отметить, что гальванические и металлизационные цинковые покрытия не содержат интерметаллидных соединений (фаз) и состоят из цинка соответствующего химического состава. Горячецинковые покрытия, получаемые методом горячего цинкования (из расплава цинка), и диффузионные покрытия, наносимые из порошковых смесей на основе цинка, имеют аналогичный механизм образования — диффузионный. Однако диффузия цинка в металл различна: с применением горячецинкового покрытия диффузия составляет 0,1÷3%, термодиффузионного цинкования — 50÷70%. В соответствии с диаграммой состояния системы Fe—Zn в структуре этих покрытий присутствует ряд аналогичных фаз (интерметаллических соединений). Тем не менее общее строение этих покрытий всё-таки различно, также как их свойства.

## Процесс нанесения термодиффузионного цинкового покрытия (ТДЦ)
Процесс нанесения покрытия представляет собой замкнутый технологический цикл, разбитый на несколько операций:
1-й этап: предварительная механическая очистка с помощью дробемётной или дробеструйной установки; 2-й этап: загрузка очищенных деталей в контейнер; добавление насыщающей смеси, состоящей из мелкодисперсного порошка цинка и измельченного древесного угля в качестве абсорбента; 3-й этап: продувка герметично закрытого контейнера азотом с целью снизить влажность воздуха внутри контейнера до возможного минимума; 4-й этап: проведение термодиффузионного процесса путем нагрева контейнера до заданной температуры, обеспечивающего нанесение на покрываемую поверхность деталей цинкового слоя; 4-й этап: разгрузка деталей из контейнера с одновременной очисткой их от остатков насыщающей смеси и пассивирование. 5-й этап: остывание готовой продукции. Детали, предназначенные для нанесения следующих видов покрытий (краски, склейки, пластифицирование и др.), как правило, пассивируются 1 раз. Во всех других случаях проводятся две пассивационные операции, с промежуточной промывкой деталей. Для получения качественного антикоррозионного покрытия все технологические этапы имеют одинаково важное значение и являются равными составляющими технологического процесса. Следует отметить, что технология нанесения покрытия не делает исключения ни для одного вида деталей, которые по своим размерам, весу и конфигурации входят в технологический контейнер оборудования, принятого на вооружение в данный момент. Единственно, что необходимо учесть, что у изделий, имеющих резьбовые участки, изменятся натяги и профиль за счет наложения на профиль дополнительного слоя металла с неконтролируемой толщиной (см. выше про толеранс 30—80 мкм). При оцинковке обеих свинчиваемых деталей проблема усугубляется, требуется изменение нормативов моментов свинчивания для готовых изделий, оформление и согласование дополнений к действующей нормативной документации и т. д. Соответственно, необходимо либо покрывать резьбу отдельно минимально возможной толщиной (что технологически невозможно на сегодняшний день), либо отказываться от покрытия резьбы (что приводит к созданию гальванопары и сводит на нет анодную защиту покрытия), либо вносить изменения в конструкцию изделия еще на моменте изготовления его из черных металлов (изменять диаметр и профиль резьб). Оборудование, предназначенное для обработки деталей другого размера, выполняется на заказ. Соответственно на этапе выработки технического задания определяется габаритный размер контейнера и печей, а также мощность остальных агрегатов в линии, пропускная способность дробемёта и дробеструя, пассивационных установок и сушки. Этап подготовки поверхности включает в себя ультразвуковую, дробемётную или пескоструйную очистку деталей, которая особенно важна для металлоизделий, имеющих на себе окалину после термической обработки во время производства.

## Технические преимущества
Первое — это способность технологического процесса получить любую толщину покрытия по требованию заказчика.
Второе — отсутствие склеивания деталей. Это один из самых негативных моментов, имеющих место в горячем цинке и в гальванике.
Третье преимущество касается внешней и внутренней формы деталей. Российский рынок показал, что большинство крепежных и любых других вспомогательных деталей раньше красилось, пластифицировалось или просто оставалось без покрытия, так как они имели резьбовые соединения, полые и глухие отверстия, сложные соединения, сварные швы.
Плюсом также является отсутствие каких-либо наплывов цинка в местах углублений или соединений.
Четвёртое преимущество относится к возможности последующей обработки деталей разными видами красок, пластификаторов и т. п. Практически все виды промышленных красок хорошо прилегают к термодиффузионному покрытию. Высокая адгезия увеличивает коррозионную стойкость, практически исключается вздутие и отслоение красок с поверхности. Срок службы деталей с двойным покрытием увеличивается, что приводит к значительной экономии при их эксплуатации.
Пятое преимущество состоит в экологической чистоте процесса (если нет необходимости в обезжиривании изделия).

## Технологические проблемы
Конечный результат нестабилен и неконтролируем. Для получения качественного равномерного и сплошного покрытия на всей поверхности изделий требуется технологические операции, результат которых невозможно сохранить в производственном цикле:
1. Очистка поверхности до состояния Sa 2 (белый металл) нивелируется при транспортировке по цеху, контактах изделия с оборудованием и при последующих технологических операциях. По сути, для 100 % качественного результата, каждое изделие после операции очистки должно моментально закрываться в контейнере для обработки. Себестоимость поштучного производства нивелирует экономический эффект от применения оцинкованного таким образом ТДЦ изделия, поэтому текущие производители идут на компромиссы, закладывая для себя существенные послабления в нормативной документации.
2. Пожалуй, основная проблема при данном методе цинкования — влажность. Для полноценного диффундирования цинка в кристаллическую решетку металла необходимо избегать окисления очищенной поверхности изделия. Для равномерного распределения цинковой пыли внутри контейнера необходимо полностью избегать наличия влаги внутри, чтобы предотвратить его слипание и запекания единой массой. На данный момент производители прибегают к уловкам в виде продувки азотом (подача с одной стороны и откачивание с противоположной) герметично закрытого и подготовленного к цинкованию контейнера перед его нагревом, а также смешиванием цинковой мелкодисперсной пыли с измельченным сухим древесным углем для абсорбции остатков влаги из атмосферы внутри контейнера при процессе цинкования.

## Нормы и стандарты
В декабре 2003 года Департаментом электрификации и электроснабжения ОАО «Российские железные дороги» была выпущена инструкция по применению термодиффузионного цинкования деталей и конструкций контактной сети. Данная инструкция распространяется на защитные цинковые покрытия, наносимые методом термодиффузионного цинкования на резьбовые детали, арматуру, конструкции контактной сети и другие изделия из углеродистой и низкоуглеродистой стали, в том числе повышенной прочности, на чугунные и детали из цветных металлов контактной сети, включая чугунные оконцеватели фарфоровых изоляторов.
C января 2008 года вышли ГОСТы на высокопрочный крепеж для металлических конструкций, в которых есть указание на применение термодиффузионного покрытия для защиты от коррозии высокопрочных болтов, гаек и шайб.